# Chaix (Vendée)
Chaix ist eine ehemalige französische Gemeinde mit zuletzt 450 Einwohnern (Stand: 1. Januar 2013) im Département Vendée in der Region Pays de la Loire; sie war Teil des Arrondissements Fontenay-le-Comte und des Kantons Fontenay-le-Comte. Die Einwohner werden Chaisiens genannt.
Mit Wirkung vom 1. Januar 2017 wurde Chaix mit der Nachbarkommune Auzay zur Gemeinde (Commune nouvelle) Auchay-sur-Vendée zusammengelegt.

## Geografie
Chaix liegt etwa 34 Kilometer westnordwestlich von Niort und etwa 49 Kilometer ostsüdöstlich von La Roche-sur-Yon. Der Vendée begrenzte die frühere Gemeinde im Nordwesten. 

## Bevölkerungsentwicklung
| Jahr                      | 1962 | 1968 | 1975 | 1982 | 1990 | 1999 | 2006 | 2013 |
| Einwohner                 | 260  | 262  | 264  | 322  | 373  | 422  | 430  | 450  |
| Quelle: Cassini und INSEE |      |      |      |      |      |      |      |      |

## Sehenswürdigkeiten

Kirche Saint-Étienne

- Kirche Saint-Étienne
- Schloss La Forêt-Nesdeau